# 알렉산드르 투치킨
알렉산드르 아르카디예비치 투치킨(러시아어: Алекса́ндр Арка́дьевич Тучкин, 벨라루스어: Аляксандр Аркадзевіч Тучкін 알략산드르 아르카제비치 투치킨, 1964년 7월 15일~)는 러시아의 은퇴한 핸드볼 선수로 포지션은 라이트백이다. 소련, 벨라루스, 러시아 핸드볼 국가대표팀의 일원으로 국제 대회에 참가했으며 소련 대표 시절인 1988년 하계 올림픽 남자부 경기에서 금메달을 획득했고 러시아 대표 시절에는 2000년 하계 올림픽에서 금메달, 2004년 하계 올림픽에서 동메달을 획득했다.

## 수훈
- 조국공헌메달 2등급(2001년 4월 19일)